# 浅井昌志
浅井 昌志（あさい まさし、1960年（昭和35年）4月26日 - ）は、日本の政治家。前埼玉県草加市長（1期）。元草加市議会議員（4期）。

## 来歴
埼玉県草加市生まれ。1983年3月、大東文化大学経済学部卒業。
2002年、草加市議会議員に初当選。市議を4期務める。2014年10月31日から2015年10月30日までの1年間、市議会議長を務める。
2018年8月20日、草加市長選挙に出馬するために市議を辞職。同年10月28日執行の草加市長選挙に自由民主党・公明党の推薦を受けて出馬し、NPO法人理事長の福田誠一を破り初当選を果たした。選挙公約は18歳までの入院費を無料とする子ども医療費助成の拡充策、高齢の重度障害者の入所施設整備、小中学校の体育館へのエアコン設置など。田中和明市長は投開票日の10月28日付で退職したため、10月29日に市長に就任した。
※当日有権者数：202,813人 最終投票率：37.88%（前回比：6.18pts）
| 候補者名 | 年齢 | 所属党派 | 新旧別 | 得票数   | 得票率 | 推薦・支持                 |
| -------- | ---- | -------- | ------ | -------- | ------ | -------------------------- |
| 浅井昌志 | 58   | 無所属   | 新     | 42,158票 | 57.96% | （推薦）自由民主党・公明党 |
| 福田誠一 | 54   | 無所属   | 新     | 30,579票 | 42.04% |                            |

2022年6月6日、任期満了に伴う市長選への出馬を表明。同年9月22日、元立憲民主党衆議院議員の山川百合子が出馬を表明。さらに、前回の市長選で浅井と戦ったのち2019年の県議選に自民党公認で立候補し次点で落選した福田誠一が9月28日、出馬表明した。同年10月23日に行われた市長選挙に自民党・公明党の推薦と大野元裕知事の支援を受けて立候補するも、山川に敗れた。
※当日有権者数：206,213人 最終投票率：40.71%（前回比：2.83pts）
| 候補者名   | 年齢 | 所属党派 | 新旧別 | 得票数   | 得票率 | 推薦・支持             |
| ---------- | ---- | -------- | ------ | -------- | ------ | ---------------------- |
| 山川百合子 | 53   | 無所属   | 新     | 39,813票 | 48.33% |                        |
| 浅井昌志   | 62   | 無所属   | 現     | 35,511票 | 43.10% | （推薦）自民党・公明党 |
| 福田誠一   | 58   | 無所属   | 新     | 7,061票  | 8.57%  |                        |

2024年10月11日、自民党は同月に行われる第50回衆議院議員総選挙比例北関東ブロックに浅井を擁立すると発表した。単独30位で立候補したが、27日の投開票の結果、落選。

## 市政
- 2020年（令和2年）6月4日、新型コロナウイルス対策の財源に充てるため、自身の7月から9月までの月額給与を20％減額する条例案を市議会定例会に提出した。副市長については15％、教育長については10％減額する[10]。6月18日、同条例案は全会一致で可決された[11]。
- 2021年（令和3年）12月20日、LGBTなど性的少数者のカップルが婚姻に相当する関係にあると認める「パートナーシップ宣誓制度」を導入した[12]。